# Pseudochilus asmarensis
Pseudochilus asmarensis är en stekelart som beskrevs av Giordani Soika 1936. Pseudochilus asmarensis ingår i släktet Pseudochilus och familjen Eumenidae. Inga underarter finns listade i Catalogue of Life.